# Solenopsis franki
Solenopsis franki é uma espécie de formiga do gênero Solenopsis, pertencente à subfamília Myrmicinae.